# Tom Gill
Der Tom Gill ist ein Fluss im Lake District, Cumbria, England. Der Tom Gill entsteht als Abfluss des Tarn Hows und fließt in westlicher Richtung bis zu seiner Mündung in den Yew Tree Beck.